# Buste de Caracalla

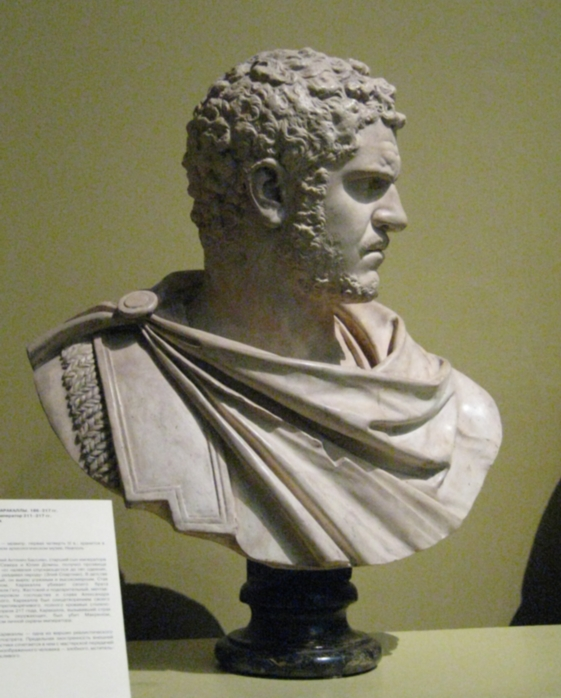
Buste de Caracalla, copie du Musée Pouchkine, Moscou

Le buste de Caracalla le plus connu est exposé aux Musées du Vatican et  plusieurs copies de celui-ci sont exposés ailleurs.
À en juger par le grand nombre de copies et par la comparaison avec des copies datant du Moyen Âge, le buste original a été créé suivant la volonté de Caracalla d'assumer pleinement la charge d'empereur après l'assassinat de Geta en 212. Il est représenté avec le cou artificiellement tordu vers la gauche et son expression est accentuée comme dans les portraits de la sculpture grecque, mais on reconnait un style typiquement romain. Le buste le plus connu date du XVIIIe siècle, mais est probablement semblable à l'original.
Le buste original aurait inspiré Michel-Ange dans son portrait de Brutus conservé actuellement au Musée national du Bargello à Florence.

## Autres bustes de Caracalla
- Nelson-Atkins Museum of Art
- Metropolitan Museum of Art, New York
- Musée du Louvre
- Château de Versailles
- Musée capitolin de Rome
- Musée archéologique national de Naples
- Villa d’Hadrien
- L’Ermitage de Saint-Pétersbourg
- Altes Museum de Berlin